# Johannes Brandsma
Johannes Adrianus Brandsma (Ámsterdam, 15 de noviembre de 1900-Ámsterdam, 23 de enero de 1973) fue un deportista neerlandés que compitió en remo. Fue hermano del también remero Jacob Brandsma.
Ganó dos medallas en el Campeonato Europeo de Remo, oro en 1924 y bronce en 1927.

## Palmarés internacional
| Campeonato Europeo | Campeonato Europeo | Campeonato Europeo | Campeonato Europeo |
| Año                | Lugar              | Medalla            | Prueba             |
| ------------------ | ------------------ | ------------------ | ------------------ |
| 1924               | Lucerna (Suiza)    | Medalla de oro     | Cuatro con timonel |
| 1927               | Como (Italia)      | Medalla de bronce  | Dos con timonel    |